# Placas de identificação de veículos na Costa Rica

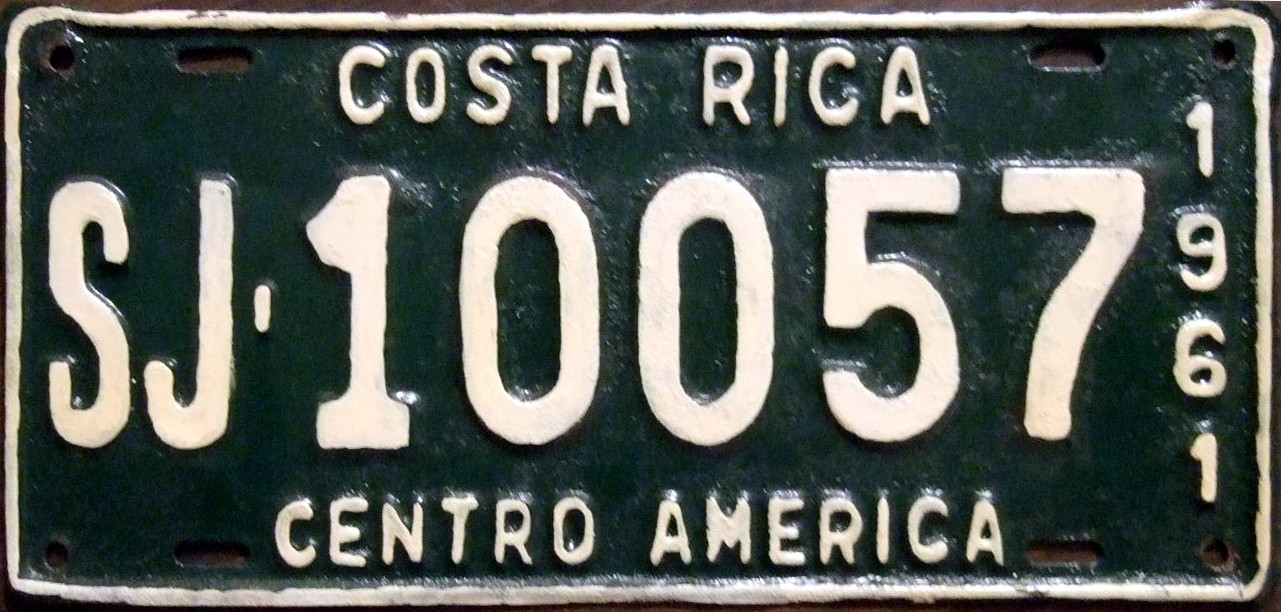
Placa costarriquenha emitida em 1961

As placas de registro de veículos na Costa Rica são a forma de identificação dos veículos motorizados no país centro-americano. Tradicionalmente, as placas costarriquenhas são fabricadas no tamanho padrão norte-americano de 6 × 12 polegadas (152 × 300 mm).  

## Galeria

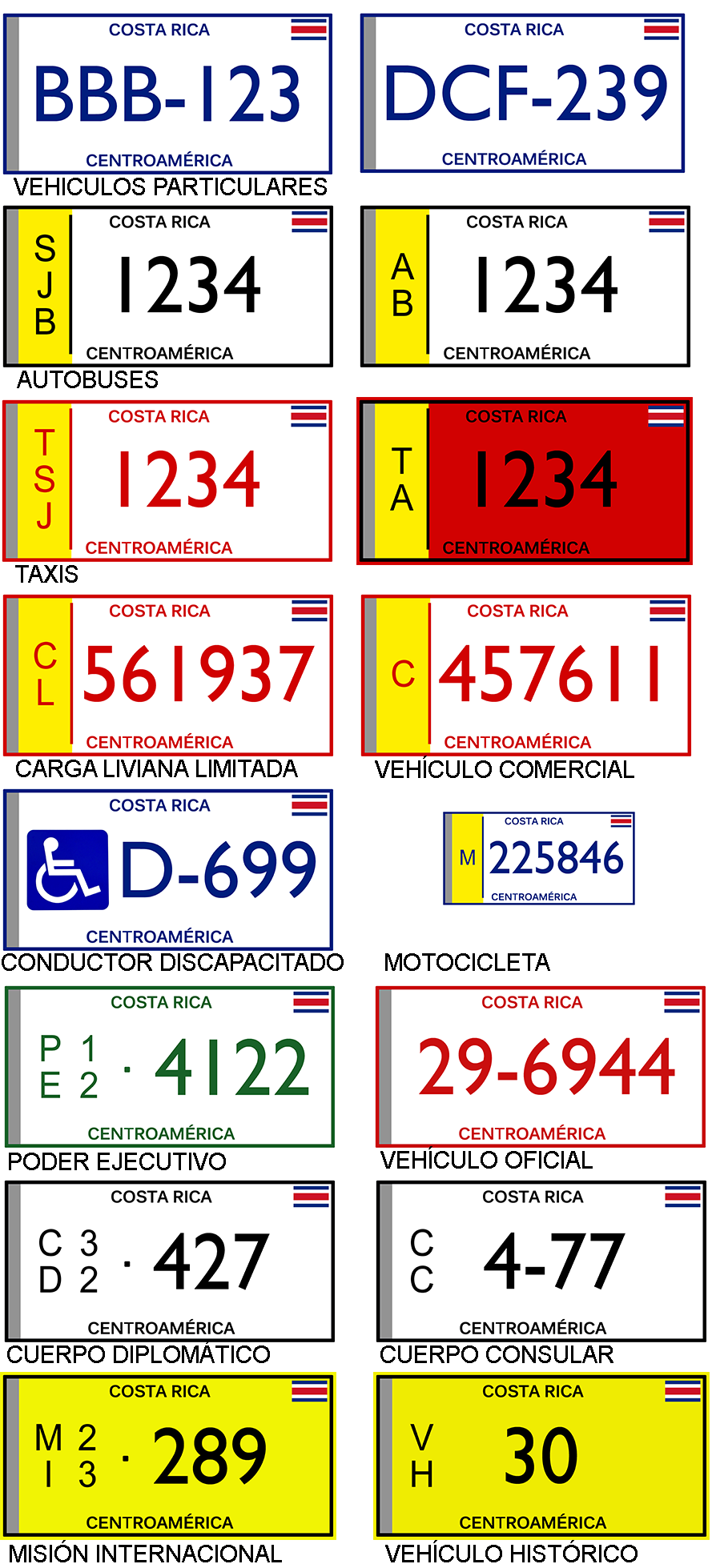
Esquematização das categorias de placas atualmente existentes na Costa Rica